# Liste des instruments Guarneri del Gesù
 (mars 2023).
Si vous disposez d'ouvrages ou d'articles de référence ou si vous connaissez des sites web de qualité traitant du thème abordé ici, merci de compléter l'article en donnant les références utiles à sa vérifiabilité et en les liant à la section « Notes et références ».
La liste des instruments Garneri del Gesù regroupe l'ensemble des instruments à cordes frottées (principalement des violons et violoncelles) connus ayant été fabriqués par le luthier de Crémone Giuseppe Guarneri, dit del Gesù.

## Violons
(selon les archives de Tarisio)
Cette liste n'est pas exhaustive.
- Folinari, c. 1715-22, Cozio 32443, en usage privé
- Billotet-Guilet, c. 1715-22, Cozio 40680
- Frank, Sin, Tonhalle, c. 1715-22, Cozio 44918
- Möller, Moskowsky, c. 1715-22, Cozio 61284
- Rappoldi, Campbell, c. 1715-22, Cozio 49179
- Chang, 1717, joué par Sarah Chang. (Cet instrument a été mis en doute mais aurait été confirmé comme étant un Guarneri del Gesù).
- Möller, Samsung, c. 1722-26, Cozio 41155
- NY Philharmonic, c. 1722-26, Cozio 45560
- Count de Vière-Cheremetieff, Balokovic, c. 1725-29, Cozio 43700
- Zimmermann, Aerson, c. 1725-29, Cozio 44520
- Prnjat 1726, maintenant au RTCG
- Colin, Kogan, 1726, Cozio 40682
- Dancla, Serato, c. 1726-29, Cozio 40409
- Milstein, Nathan, 1727, Cozio (previously listed)
- Robberechts (Robrecht), 1728, Cozio 44054
- Corti, Tolstopiatow, Lvoff, c. 1728, Cozio 42441
- Kubelik, von Vecsey, c. 1728, Cozio 71858
- Lady Stretton, 1728–29, Cozio 40126 joué par Albert Stern et Elmar Oliveira.
- Cobbett, Downs, c. 1729, Cozio 60188
- Baron Heath, 1729, Cozio 42986
- Briggs, 1730, Cozio 61283
- Baron Vitta, c. 1730, Cozio 40391
- David, Payne, c. 1730, Cozio 40388
- Pluvié, Champonay, Kahn, c. 1730, Cozio 40392
- Lord Shaftsbury, c. 1730-31, Cozio 47533
- Castelbarco（Castelbarco-Tarisio）, Haddock, Bromley Booth, c. 1732-33, Cozio 43676, actuellement dans la collection de la Chi Mei Foundation. Le violiniste Yu-Chien Tseng (à l'âge de 20 ans) a gagné le prix d'argent au « XV International Tchaikovsky Competition »[2] 2015 avec ce violon.
- The Cathedral, George Enescu, 1731. En 2008, après un concours organisé par le Ministère de la Culture et des affaires religieuses de Roumanie et le Musée National de Roumanie « George Enescu », le violon a été confié au violoniste Gabriel Croitoru et est toujours joué lors de concerts.
- Messeas (Cello), 1731, Cozio 40385
- Baltic, 1731, Cozio 40410
- Sorkin, Mischakoff, 1731, Cozio 42178
- Marteau, Habisreuthinger, 1731, Cozio 45112, ayant appartenu à Henri Marteau, puis à Gérard Poulet et joué par Maxime Venguerov.
- Huberman, 1731, joué par Midori Goto[3], en prêt par la « Hayashibara Foundation ».
- Stanley Goodman, c. 1731, Cozio 41968
- Geneva, Turettini, c. 1731, Cozio 47740
- Lo Stauffer, Zukerman, c. 1731, Cozio 40803
- Gibson, Huberman, 1731, Cozio 40406
- Armingaud/Fernández Blanco, 1732, exposé au Mueso de Arte Hispanoamericano « Isaac Fernández Blanco », Buenos Aires, Argentina[4].
- Ferni, 1732, Cozio 47698
- Adolphe Sax, 1732, conservé au Conservatoire National de Paris.
- Posselt, Phillip, 1732, ayant appartenu à Ruth Posselt, désormais conservé dans une collection privée.
- Mayseder, 1732, Cozio 42355
- Kreisler, Nachez, 1732, Cozio 40549
- Balokovic, Haupt, 1732, Cozio 40397
- Pixis, 1732, Cozio 43699
- Rode, von Heyder, c. 1732, Cozio 40389
- Jean Becker, 1732, Cozio 43270
- Gillot, Lord Dunmore, c. 1732, Cozio 40395
- Dittrich, c. 1732, Cozio 40218
- Plotenyi, Remenyi, 1732, Cozio 40394
- Parlow, Henryk Kaston, 1732, Cozio 41966
- Fritz Kreisler, 1733, Cozio 40400, donné à la Bibliothèque du Congrès en 1952
- Lafont-Siskovsky, 1733, Cozio 40399
- Consolo, 1733, Cozio 44397
- 1733, Cozio 47475
- Soil, 1733, Cozio 42723
- Hämmerle, 1733, Cozio 43920

- Prince Doria, 1733–34, Cozio 46922, acquis par la famille Doria via Jacquot de Paris en 1860, exposé au Museo del violino à Crémone.
- Haddock, 1734, Cozio 40411
- Spagnoletti, 1734, Cozio 46715
- Rode, 1734, Cozio 40404
- Heberlein, le Guillet, 1734, Cozio 49613
- Pugnani, 1734, Cozio 40402
- Ferni, duc de Camposelice, 1734, Cozio 43826
- 1734, Cozio 61313
- Hart, Kreisler, c. 1734, Cozio 40551
- Lo Stauffer, 1734, exhibé au Museo del violino à Crémone
- Plowden, 1735, Cozio 40418
- Sennhauser, 1735, Cozio 40089
- David, 1735, Cozio 40618
- Parlow, Viotti, 1735, Cozio 40420
- Ladenburg, à Ricardo Odnoposoff, puis Robert McDuffie, 1735, Cozio 40121
- Antoncich, Ward, 1735, Cozio 40450
- Chardon (Small Violin), 1735, Cozio 40421
- The King, 1735, Cozio 40407, conservé à l'Académie croate des sciences et des arts.
- Kubelik, Ferni, 1735, Cozio 40419, joué par Kyung-Wha Chung.
- Mary Portman, 1735, Cozio 40088, en prêt à Ben Beilman (de « Clement and Karen Arrison » via « the Stradivari Society » de Chicago).
- d'Egville, Prince Wilhelm of Prussia, Menuhin, 1735, Cozio 40417. Conservé dans la collection de David L. Fulton.
- Wieniawski, 1736, Cozio 43840
- Muntz, Bustabo, 1736, Cozio 49615
- Count Cessol, 1736, Cozio 40422
- Pollitzer, Koessler, 1736, Cozio 43519
- Lafont, c. 1736, Cozio 41035
- Paulsen, 1737, Cozio 47249
- Joachim, 1737, Cozio 40412
- Zimbalist, 1737, Cozio 48357
- King Joseph, 1737, Cozio 40213, répertorié comme étant le premier Guarnerius del Gesù à être envoyé en Amérique en 1868, conservé dans la collection de David L. Fulton.
- Lipinski, 1737, appartenant au soliste Daniel Hope.
- Isaac Stern, Panette, Balatre, 1737, Cozio 40214. Joué par Renaud Capuçon.
- Fountaine, 1738, Cozio 47065
- Kemp, Emperor, 1738, Cozio 40426. Conservé dans la collection de David L. Fulton.
- Haas, Soriano, 1738, Cozio 45258
- Adam, Wurlitzer, 1738, Cozio 40425
- Maggio, Huberman, 1738, Cozio 66000
- Baron Gutmann, Baron Knoop, c. 1738, Cozio 42440
- Kortschak, Wurlitzer, Hammig, Spanish Joseph, 1739, Cozio 40428
- Museum, 1739, Cozio 43701
- Ebersholt, Menuhin, 1739, Cozio 40595, dans la collection du musée d'Histoire de l'art de Vienne.
- Beare, Steinhardt, 1739, Cozio 49617
- Bower, Druian, 1739, Cozio 44345
- 1739, Cozio 61377. Conservé en collection privée et prêté à la soliste Lisa Batiashvili.
- Lutti, Senn, 1740, Cozio 40430
- Fountaine (Petit violon), 1740, Cozio 4327
- Ysaÿe, 1740, Cozio 40064, ayant appartenu à Isaac Stern, conservé désormais à la Nippon Music Foundation.
- David, 1740, joué par Jascha Heifetz, conservé désormais au Legion of Honor Museum de San Francisco.
- Casadesus, c. 1740, Cozio 48178
- Pestel, Menuhin, c. 1740, Cozio 49624
- Rebner, Bonjour, c. 1740, Cozio 40432
- Heifetz, David, c. 1740, Cozio 40097
- Baron d'Erlanger, c. 1740-41, Cozio 45387
- Kochánski, 1741, Cozio 42807, joué par Aaron Rosand, vendu pour 10 million $ en 2009 à Nikolai Shoutov.
- Carrodus, 1741, Cozio 40255
- Henry Holst, 1741, Cozio 44998
- Playfair, 1741, Cozio 50382
- 1741, Cozio 49618
- Doubleday, Duvette, 1741 (catalogue Ingles & Hayday).
- Vieuxtemps, 1741, surnommé le « Mona Lisa » des violons, Cozio 40433. Appartenant à un collectionneur privé, et prêté à la violoniste Anne Akiko Meyers[5].
- Vieuxtemps, Wilmotte, c. 1741, Cozio 50024
- Duc de Camposelice, c. 1741, Cozio 40548
- Rovelli, c. 1742
- Lipinski, c. 1742, Cozio 40424
- Moser, 1742, Hamma & Co. Cozio 48180
- Wieniawski, 1742, Cozio 40090
- Donaldson, McAllister, Sorobin, c. 1742, Cozio 40429
- Segelman, 1742, Cozio 40623
- Tellefsen, 1742, Cozio 40403
- Dragonetti, Walton, 1742, Cozio 43830
- Benno Rabinof, 1742, Cozio 55051
- Alard, 1742, Cozio 40444, conservé à la Cité de la Musique de Paris[6].
- Lord Wilton, 1742, Cozio 40256, a appartenu à Yehudi Menuhin, désormais dans la collection de David L. Fulton.
- Dushkin, 1742, Cozio 40446, joué par Pinchas Zukerman.
- Soldat, 1742, Cozio 40445, joué par Rachel Barton Pine.
- Brusilow, 1743, Cozio 49626
- Spalding, 1743, Cozio 45063
- Sauret, 1743, Cozio 40253, appartenant à Itzhak Perlman.
- Burmester, Kanarievogel, Hammerle, 1743, Cozio 42987
- Baron Heath, 1743, Cozio 43582

- Il Cannone, 1743, Cozio 40130, joué par Niccolò Paganini, exposé dans le City Hall de Gênes.
- Carrodus, Hottinger, 1743, Cozio 40447, joué par Richard Tognetti.
- Leduc, c. 1744, Cozio 40448
- Sainton, Betti, c. 1744, Cozio 40434
- Doyen, 1744, Cozio 40436, conservé par la « Henry Ford Foundation ».
- Edith Lorand, Columbus, Terminator, 1744, Cozio 49625
- Prince of Orange, Wald, Hoffmann, 1744, Cozio 42581, exposé au musée national de Prague.
- Lord Coke, 1744, Cozio 40415
- de Bériot, 1744, Cozio 43991
- Cariplo, Hennel, Rosé, 1744, Cozio 41962
- Ole Bull, 1744, Cozio 40453, acquis par la « Taiwan’s Chi Mei Foundation » en 1992. Au catalogue de Ingles & Hayday et de Artes-Violins, Milano, 2010[7]. Ce violon serait la dernière œuvre de Guarneri del Gesù.